# Grand Prix-wegrace der Naties 1981
De Grand Prix-wegrace der Naties 1981 was vierde race van wereldkampioenschap wegrace in het seizoen 1981. De race werd verreden op 10 mei 1981 op het Autodromo Nazionale di Monza nabij Monza in de Italiaanse regio Lombardije.

## Algemeen
De Grand Prix des Nations werd voor het eerst sinds het enorme ongeluk van 1973 weer op Monza verreden. Sinds die tijd was het circuit veranderd, maar niet per se verbeterd. De twee nieuwe chicanes waren te smal, de vangrails stonden te dicht op de baan en tijdens de trainingen liepen er loslopende honden op de baan. Bovendien was het een lappendeken van verschillende soorten asfalt. De 250cc-race werd ontsierd door de diskwalificatie van Ángel Nieto, Eric Saul en Patrick Fernandez, die pas weken later werd gecorrigeerd. Een opvallende debutant was Eddie Lawson, die zich in de 250cc-klasse als derde wist te kwalificeren.

## 500 cc
Na de opwarmronde van de 500cc-klasse gingen Kenny Roberts en Philippe Coulon eerst hun banden wisselen, terwijl Marco Lucchinelli de pit in ging om een bougie te laten vervangen. Dat mocht allemaal van de wedstrijdleider, die andere (niet-Italiaanse) rijders zou laten diskwalificeren omdat ze te laat aan de start van de 250cc-race kwamen. Randy Mamola, de grootste concurrent van Roberts, kreeg al in de opwarmronde een vastloper. Roberts leidde race van start tot finish. Om de tweede plaats werd hard gevochten door Graeme Crosby en Barry Sheene, terwijl Boet van Dulmen zich op de vierde plaats nestelde. Hij besefte dat hij zich niet met de strijd om de derde plaats kon bemoeien, maar werd ook niet bedreigd door Lucchinelli, wiens motor ondanks de bougiewissel nog steeds niet goed liep. Crosby legde beslag op de tweede plaats en Sheene werd derde.

### Uitslag 500 cc
| Pos | Coureur             | Merk       | Ronden   | Tijd       | Grid | Punten |
| --- | ------------------- | ---------- | -------- | ---------- | ---- | ------ |
| 1   | Kenny Roberts       | Yamaha     | 24       | 52:02.100  | 3    | 15     |
| 2   | Graeme Crosby       | Suzuki     | 24       | +4.650     | 4    | 12     |
| 3   | Barry Sheene        | Yamaha     | 24       | +8.150     | 8    | 10     |
| 4   | Boet van Dulmen     | Yamaha     | 24       | +33.480    | 9    | 8      |
| 5   | Marco Lucchinelli   | Suzuki     | 24       | +36.170    | 1    | 6      |
| 6   | Guido Paci          | Yamaha     | 24       | +37.120    | 18   | 5      |
| 7   | Jack Middelburg     | Suzuki     | 24       | +1:21.650  | 11   | 4      |
| 8   | Franco Uncini       | Suzuki     | 24       | +1:26.220  | 10   | 3      |
| 9   | Christian Sarron    | Yamaha     | 24       | +1:36.480  | 12   | 2      |
| 10  | Sergio Pellandini   | Suzuki     | 24       | +1:52.070  | 24   | 1      |
| 11  | Leandro Becheroni   | Suzuki     | 24       | +1:55.910  | 20   |        |
| 12  | Gianni Rolando      | Lombardini | 23       | +1 ronde   | 32   |        |
| 13  | Walter Migliorati   | Suzuki     | 23       | +1 ronde   | 14   |        |
| 14  | Sadao Asami         | Yamaha     | 23       | +1 ronde   | 17   |        |
| 15  | Raymond Roche       | Suzuki     | 23       | +1 ronde   | 13   |        |
| 16  | Seppo Rossi         | Suzuki     | 23       | +1 ronde   | 34   |        |
| 17  | Keith Huewen        | Suzuki     | 23       | +1 ronde   | 16   |        |
| 18  | Alain Röthlisberger | Suzuki     | 22       | +2 ronden  | 25   |        |
| 19  | Stu Avant           | Suzuki     | 22       | +2 ronden  | 23   |        |
| 20  | Marco Papa          | Suzuki     | 22       | +2 ronden  | 22   |        |
| 21  | Peter Sjöström      | Suzuki     | 22       | +2 ronden  | 31   |        |
| DNF | Takazumi Katayama   | Honda      | 22       |            | 28   |        |
| DNF | Marc Fontan         | Yamaha     | 20       | Krukas     | 5    |        |
| DNF | Fabio Biliotti      | Suzuki     | 20       |            | 26   |        |
| DNF | Christian Estrosi   | Suzuki     | 13       |            | 21   |        |
| DNF | Virginio Ferrari    | Cagiva     | 9        | Val        | 33   |        |
| DNF | Philippe Coulon     | Suzuki     | 6        | Val        | 19   |        |
| DNF | Graziano Rossi      | Morbidelli | 5        |            | 30   |        |
| DNF | Giovanni Pelletier  | Suzuki     | 2        | Val        | 15   |        |
| DNF | Dave Potter         | Yamaha     | 1        |            | 27   |        |
| DNF | Gustav Reiner       | Solo       | 1        |            | 35   |        |
| DNF | Randy Mamola        | Suzuki     | 1        | Vastloper  |      |        |
| DNF | Adelio Faccioli     | Suzuki     | 1        | Val        | 29   |        |
| DNF | Hiroyuki Kawasaki   | Suzuki     | 1        | Val        | 7    |        |
| DNF | Kork Ballington     | Kawasaki   | 1        | Ontsteking | 6    |        |
| DNS | Steve Parrish       | Yamaha     |          |            | 36   |        |
| DNS | Michel Frutschi     | Yamaha     | blessure | blessure   |      |        |
| DNQ | Carlo Perugini      | Sanvenero  |          |            |      |        |
| DNQ | Josef Hage          | Yamaha     |          |            |      |        |
| DNQ | Marco Greco         | Yamaha     |          |            |      |        |
| DNQ | Roberto Pietri      | Suzuki     |          |            |      |        |
| DNQ | Michael Schmid      | Suzuki     |          |            |      |        |
| DNQ | Jon Ekerold         | Solo       |          |            |      |        |
| DNQ | Franck Gross        | Suzuki     |          |            |      |        |

### Top 10 WK-stand na deze race
| Pos. | Coureur           | Motorfiets | Ptn. |
| ---- | ----------------- | ---------- | ---- |
| 1    | Kenny Roberts     | Yamaha     | 30   |
| 2    | Randy Mamola      | Suzuki     | 27   |
| 3    | Graeme Crosby     | Suzuki     | 24   |
| 4    | Barry Sheene      | Yamaha     | 23   |
| 5    | Boet van Dulmen   | Yamaha     | 22   |
| 6    | Marco Lucchinelli | Suzuki     | 16   |
| 7    | Hiroyuki Kawasaki | Suzuki     | 14   |
| 8    | Jack Middelburg   | Suzuki     | 10   |
| 9    | Franco Uncini     | Suzuki     | 8    |
| 10   | Michel Frutschi   | Yamaha     | 6    |

## 350 cc
De 350cc-race in Monza werd even uitgesteld door een regenbui, maar na twee opwarmronden startten de meeste rijders toch op slicks. Jean-François Baldé had een slechte start, maar Jon Ekerold en Toni Mang vonden elkaar al snel aan de leiding van de race. Patrick Fernandez reed op de derde plaats en daarachter vocht een grote groep om de vierde plaats. In de smalle chicanes raakten Mang en Ekerold elkaar weer regelmatig. Bij het uitkomen van de Curva Parabolica, de laatste bocht voor de finish, sloot het asfalt niet goed aan waardoor Ekerold's machine uitbrak. Ekerold wist de dwarsstaande machine te corrigeren en behield de leiding. Hij behield ongeveer 30 cm voorsprong op Mang.

### Uitslag 350 cc
| Pos | Coureur             | Merk              | Tijd      | Grid | Punten |
| --- | ------------------- | ----------------- | --------- | ---- | ------ |
| 1   | Jon Ekerold         | Solo              | 44:11.030 | 4    | 15     |
| 2   | Toni Mang           | Kawasaki          | +0.060    | 1    | 12     |
| 3   | Massimo Matteoni    | Bimota-Yamaha     | +15.950   | 9    | 10     |
| 4   | Patrick Fernandez   | Bimota-Yamaha     | +30.370   | 3    | 8      |
| 5   | Eric Saul           | Chevallier-Yamaha | +39.410   | 6    | 6      |
| 6   | Alan North          | Yamaha            | +52.090   | 19   | 5      |
| 7   | Graeme McGregor     | Yamaha            | +1:01.150 | 12   | 4      |
| 8   | Carlos Lavado       | Yamaha            | +1:08.010 | 7    | 3      |
| 9   | Peter Looijesteijn  | Bakker-Yamaha     | +1:25.540 | 19   | 2      |
| 10  | Michel Rougerie     | Yamaha            | +1:25.880 | 15   | 1      |
| 11  | Martin Wimmer       | Yamaha            | +1:26.150 | 10   |        |
| 12  | Edi Stöllinger      | Kawasaki          | +1:40.920 | 22   |        |
| 13  | Tony Head           | Yamaha            | +1:46.940 | 24   |        |
| 14  | René Delaby         | Yamaha            | +1 ronde  | 21   |        |
| 15  | Bengt Elgh          | Yamaha            | +1 ronde  | 31   |        |
| 16  | Reino Eskelinen     | Yamaha            | +1 ronde  | 29   |        |
| 17  | Rinus van Kasteren  | Yamaha            | +1 ronde  | 25   |        |
| 18  | Klaas Hernamdt      | Yamaha            | +1 ronde  | 35   |        |
| 19  | Eduardo Aleman      | Yamaha            | +1 ronde  | 30   |        |
| 20  | Jacques Cornu       | Yamaha            | +1 ronde  | 5    |        |
| DNF | Jean-François Baldé | Kawasaki          |           | 2    |        |
| DNF | Didier de Radiguès  | Yamaha            |           | 11   |        |
| DNF | Paolo Ferretti      | Yamaha            | Val       | 14   |        |
| DNF | Gustav Reiner       | Solo              |           | 33   |        |
| DNF | Arturo Venanzi      | Yamaha            |           | 34   |        |
| DNF | Siegfried Minich    | Bartol            |           | 23   |        |
| DNF | Tony Rogers         | Yamaha            |           | 28   |        |
| DNF | Graeme Geddes       | Bimota-Yamaha     |           | 17   |        |
| DNF | Wolfgang von Muralt | Yamaha            |           | 32   |        |
| DNF | Roger Sibille       | Yamaha            |           | 27   |        |
| DNF | Jeffrey Sayle       | Yamaha            |           | 13   |        |
| DNF | Keith Huewen        | Yamaha            |           | 16   |        |
| DNF | Sauro Pazzaglia     | Yamaha            |           | 20   |        |
| DNF | Thierry Espié       | Bimota-Yamaha     |           | 8    |        |
| DNF | Bruno Kneubühler    | Yamaha            |           | 26   |        |

### Top 10 WK-stand na deze race
| Pos. | Coureur             | Motorfiets        | Ptn. |
| ---- | ------------------- | ----------------- | ---- |
| 1    | Toni Mang           | Kawasaki          | 43   |
| 2    | Jon Ekerold         | Solo              | 40   |
| 3    | Patrick Fernandez   | Bimota-Yamaha     | 31   |
| 4    | Carlos Lavado       | Yamaha            | 19   |
| 5    | Thierry Espié       | Bimota-Yamaha     | 18   |
| 5    | Eric Saul           | Chevallier-Yamaha | 18   |
| 7    | Keith Huewen        | Yamaha            | 13   |
| 8    | Jean-François Baldé | Kawasaki          | 12   |
| 9    | Graeme Geddes       | Bimota-Yamaha     | 11   |
| 10   | Massimo Matteoni    | Bimota-Yamaha     | 10   |

## 250 cc
Na de opwarmronde van de 250cc-klasse bleken Eric Saul, Ángel Nieto, Patrick Fernandez en Hervé Guilleux niet op hun startplaats te staan. Hun motoren stonden achter het gesloten hek van het rennerskwartier, terwijl de vriendin van Saul de baan oprende om de andere rijders attent te maken op het probleem. Niet veel later kwamen Eric Saul, Ángel Nieto en Marco Lucchinelli ook te voet de baan op en Saul ging demonstratief op zijn achtste startplaats zitten. De politie moest hem en nog een aantal mensen verwijderen. Uiteindelijk besloot de wedstrijdleider dat iedereen mocht starten, inclusief de inmiddels opgeroepen reserverijder. Na de start ging Toni Mang aan de leiding, gevolgd door de Ad Maiora's van Maurizio Massimiani en Roland Freymond. Die laatste viel al in de eerste ronde. Massimiani werd gepasseerd door Saul, maar door de opdrogende baan kreeg Toni Mang te maken met een snel slijtende regenband en Saul wist ook hem te passeren en leek zijn eerste Grand Prix te winnen. Ook Massimiani passeerde Mang en dacht tweede te worden, maar om kwart voor elf 's avonds werd hij door de jury tot winnaar uitgeroepen, terwijl Saul, Fernandez en Nieto werden gediskwalificeerd. Voor Nieto maakte dat niet veel verschil, want hij was uitgevallen, maar Fernandez was als vijfde gefinisht. Naar het oordeel van de jury waren de gediskwalificeerde coureurs te laat voor de start en hadden ze de anderen willen aanzetten tot een staking. Het protest van Saul en Fernandez werd echter ontvankelijk verklaard en zij kregen vier weken na het gebeurde hun plaatsen terug.

### Uitslag 250 cc
| Waarschijnlijk kwam pas bij het protest dat Eric Saul, Patrick Fernandez en Alain Chevallier (de bouwer van de motorfiets van Fernandez) indienden duidelijk wat de oorzaak van het laatkomen bij de start was. De meeste coureurs besloten kort voor de start regenbanden te gebruiken. Voor sommigen was dat geen probleem: zij konden andere wielen monteren, maar anderen hadden maar een set wielen en moesten bij de posten van Michelin en Dunlop andere banden om hun velgen laten leggen. Dat duurde erg lang en degenen die achteraan in de rij stonden waren daardoor te laat. Bovendien was het hek naar het circuit nog open, dat werd vlak voor Saul dichtgegooid en beschadigde zelfs zijn motorfiets. Het protest werd ingediend bij de Italiaanse bond FMI via Luigi Brenni, die zelf in de jury had gezeten maar toch oor had naar de argumenten van de coureurs. Het protest werd dan ook ontvankelijk verklaard, ook al omdat de wedstrijdleider de rijders eerst had laten starten en het probleem daarna pas aan de jury had voorgelegd. Eric Saul kreeg zijn eerste Grand Prix-overwinning en Patrick Fernandez zijn vijfde plaats terug, zij het pas vier weken later. |

| Pos | Coureur                | Merk              | Tijd      | Grid | Punten |
| --- | ---------------------- | ----------------- | --------- | ---- | ------ |
| 1   | Eric Saul              | Chevallier-Yamaha | 46:12.230 | 8    | 15     |
| 2   | Maurizio Massimiani    | Ad Maiora         | +9.950    | 12   | 12     |
| 3   | Toni Mang              | Kawasaki          | +10.730   | 1    | 10     |
| 4   | Martin Wimmer          | Yamaha            | +44.410   | 24   | 8      |
| 5   | Patrick Fernandez      | Bimota-Yamaha     | +45.840   | 4    | 6      |
| 6   | Jean-François Baldé    | Kawasaki          | +55.810   | 2    | 5      |
| 7   | Thierry Espié          | Chevallier-Yamaha | +56.050   | 16   | 4      |
| 8   | Edi Stöllinger         | Kawasaki          | +1:45.890 | 7    | 3      |
| 9   | Christian Estrosi      | Yamaha            | +1:53.660 | 17   | 2      |
| 10  | Jean-Louis Guignabodet | Kawasaki          | +1 ronde  | 9    | 1      |
| 11  | Franco Marcheggiani    | Yamaha            | +1 ronde  | 27   |        |
| 12  | Germano Conti          | MBA               | +1 ronde  | 33   |        |
| 13  | Didier de Radiguès     | Yamaha            | +1 ronde  | 30   |        |
| 14  | Jeffrey Sayle          | Armstrong-Rotax   | +1 ronde  | 29   |        |
| 15  | Karl-Thomas Grässel    | Yamaha            | +1 ronde  | 32   |        |
| 16  | Alan North             | Yamaha            | +1 ronde  | 25   |        |
| 17  | Bruno Kneubühler       | Rotax             | +1 ronde  | 34   |        |
| DNF | Eddie Lawson           | Kawasaki          | Val       | 3    |        |
| DNF | Pierluigi Conforti     | Kawasaki          |           | 23   |        |
| DNF | Graeme McGregor        | Yamaha            |           | 22   |        |
| DNF | Roland Freymond        | Ad Maiora         | Val       | 13   |        |
| DNF | Paolo Ferretti         | Yamaha            |           | 10   |        |
| DNF | Hans Müller            | MBA               |           | 26   |        |
| DNF | Ángel Nieto            | Siroko-Rotax      |           | 18   |        |
| DNF | Loris Reggiani         | Bimota-Yamaha     |           | 14   |        |
| DNF | Graeme Geddes          | Yamaha            | Val       | 21   |        |
| DNF | Richard Schlachter     | Yamaha            |           | 19   |        |
| DNF | Hervé Guilleux         | Siroko-Rotax      | Val       | 11   |        |
| DNF | Jean-Marc Toffolo      | Armstrong-Rotax   |           | 6    |        |
| DNF | Massimo Matteoni       | Bimota-Yamaha     |           | 20   |        |
| DNF | Peter Looijesteijn     | Yamaha            |           | 28   |        |
| DNF | Gianpaolo Marchetti    | MBA               | Val       | 31   |        |
| DNF | Carlos Lavado          | Yamaha            | Val       | 5    |        |
| DNF | Clive Horton           | Armstrong-Rotax   |           | 35   |        |
| DNF | Sauro Pazzaglia        | MBA               |           | 15   |        |
| DNQ | Klaas Hernamdt         | Rotax             |           |      |        |
| DNQ | Jacques Cornu          | Rotax             |           |      |        |

### Top 10 WK-stand na deze race
| Pos. | Coureur             | Motorfiets        | Ptn. |
| ---- | ------------------- | ----------------- | ---- |
| 1    | Toni Mang           | Kawasaki          | 25   |
| 2    | Jean-François Baldé | Kawasaki          | 22   |
| 3    | Eric Saul           | Chevallier-Yamaha | 19   |
| 4    | Roland Freymond     | Ad Maiora         | 16   |
| 4    | Patrick Fernandez   | Bimota-Yamaha     | 16   |
| 6    | Martin Wimmer       | Yamaha            | 13   |
| 7    | Massimo Massimiani  | Chevallier-Yamaha | 12   |
| 7    | Graeme Geddes       | Bimota-Yamaha     | 12   |
| 7    | Carlos Lavado       | Yamaha            | 12   |
| 10   | Hervé Guilleux      | Siroko-Rotax      | 8    |
| 10   | Paolo Ferretti      | Yamaha            | 8    |

## 125 cc
Nu de Minarelli's (Ángel Nieto en Loris Reggiani) in de eerste races oppermachtig waren geweest, verwachtte men een herhaling in de natte race in Monza, maar Nieto ging al in de eerste ronde samen met August Auinger in de Lesmo-bocht tegen het asfalt. Nieto kon zijn race wel vervolgen, maar moest een inhaalrace rijden. Hij had wel het voordeel dat ook iedereen die bij de val achter hem reed een grote achterstand opliep doordat er hard geremd moest worden. Voor het eerst bleef de Sanvenero van Guy Bertin heel en kon hij Reggiani met enig gemak achter zich houden. Die had op zijn beurt weer een grote voorsprong op derde man Jacques Bolle. Nieto wist zich naar de vierde plaats op te werken, maar had ruim anderhalve minuut achterstand opgelopen.

### Uitslag 125 cc
| Pos | Coureur              | Merk       | Tijd      | Grid | Punten |
| --- | -------------------- | ---------- | --------- | ---- | ------ |
| 1   | Guy Bertin           | Sanvenero  | 44:09.280 | 2    | 15     |
| 2   | Loris Reggiani       | Minarelli  | +21.590   | 3    | 12     |
| 3   | Jacques Bolle        | Motobécane | +1:05.580 | 5    | 10     |
| 4   | Ángel Nieto          | Minarelli  | +1:49.900 | 4    | 8      |
| 5   | Hans Müller          | MBA        | +1:57.810 | 7    | 6      |
| 6   | Stefan Dörflinger    | MBA        | +2:10.740 | 10   | 5      |
| 7   | Maurizio Vitali      | MBA        | +1 ronde  | 16   | 4      |
| 8   | Willy Pérez          | MBA        | +1 ronde  | 20   | 3      |
| 9   | Maurizio Musco       | MBA        | +1 ronde  | 27   | 2      |
| 10  | Michele Ettore       | MBA        | +1 ronde  | 15   | 1      |
| 11  | Peter Hubbard        | Morbidelli | +1 ronde  | 25   |        |
| 12  | Ton Spek             | MBA        | +1 ronde  | 22   |        |
| 13  | Michel Galbit        | MBA        | +1 ronde  | 33   |        |
| 14  | Stefan Janssen       | MBA        | +1 ronde  | 26   |        |
| 15  | Libero Piccirillo    | MBA        | +2 ronden | 30   |        |
| 16  | Jean-Claude Selini   | MBA        | +2 ronden | 12   |        |
| 17  | Joël Benniza         | MBA        | +2 ronden | 35   |        |
| 18  | Per-Edvard Carlsson  | MBA        | +2 ronden | 28   |        |
| DNF | Pier Paolo Bianchi   | MBA        | Val       | 1    |        |
| DNF | Pierluigi Aldrovandi | MBA        | Val       | 8    |        |
| DNF | August Auinger       | Bartol-MBA | Val       | 11   |        |
| DNF | Anton Straver        | MBA        | Val       | 18   |        |
| DNF | Eugenio Lazzarini    | Iprem      | Val       | 6    |        |
| DNF | Ivan Villini         | MBA        |           | 29   |        |
| DNF | Yves Dupont          | MBA        |           | 9    |        |
| DNF | János Drapál         | MBA        |           | 24   |        |
| DNF | Theo Timmer          | MBA        |           | 19   |        |
| DNF | John Kernan          | MBA        |           | 32   |        |
| DNF | Joe Genoud           | MBA        | Val       | 23   |        |
| DNF | Thierry Noblesse     | MBA        |           | 13   |        |
| DNF | Nardone              | MBA        |           | 21   |        |
| DNF | Alfred Waibel        | MBA        |           | 14   |        |
| DNF | Roberto Ruosi        | MBA        |           | 31   |        |
| DNF | Rino Zuliani         | MBA        |           | 34   |        |
| DNF | Henk van Kessel      | EGA        |           |      |        |

### Top 10 WK-stand na deze race
| Pos. | Coureur             | Motorfiets | Ptn. |
| ---- | ------------------- | ---------- | ---- |
| 1    | Ángel Nieto         | Minarelli  | 53   |
| 2    | Loris Reggiani      | Minarelli  | 36   |
| 3    | Hans Müller         | MBA        | 21   |
| 4    | Jacques Bolle       | Motobécane | 20   |
| 5    | Stefan Dörflinger   | MBA        | 17   |
| 6    | Pier Paolo Bianchi  | MBA        | 16   |
| 7    | Guy Bertin          | Sanvenero  | 15   |
| 8    | Willy Pérez         | MBA        | 11   |
| 9    | Eugenio Lazzarini   | Iprem      | 8    |
| 9    | Gert Bender         | Bender     | 8    |
| 9    | Per-Edvard Carlsson | MBA        | 8    |

## 50 cc
Na de overtuigende prestaties van Stefan Dörflinger met zijn Van Veen-Kreidler tijdens de Duitse Grand Prix vreesde men voor een saaie titelstrijd, maar al tijdens de trainingen in Monza bleek Ricardo Tormo met zijn oude Bultaco uit 1978 goed mee te kunnen komen. Henk van Kessel had de snelste start, maar werd al snel gepasseerd door Tormo en Dörflinger, die er samen vandoor gingen. Ook Hagen Klein met de tweede Van Veen-Kreidler kwam naar voren. Van Kessel viel uiteindelijk door een lekke band. Tormo reed vrijwel de hele race aan de leiding, op korte afstand gevolgd door Dörflinger. Klein finishte bijna een minuut achter de leiders.

### Uitslag 50 cc
| Pos | Coureur             | Merk              | Tijd      | Grid | Punten |
| --- | ------------------- | ----------------- | --------- | ---- | ------ |
| 1   | Ricardo Tormo       | Bultaco           | 34:40.650 | 2    | 15     |
| 2   | Stefan Dörflinger   | Van Veen-Kreidler | +0.420    | 1    | 12     |
| 3   | Hagen Klein         | Van Veen-Kreidler | +58.980   | 3    | 10     |
| 4   | Giuseppe Ascareggi  | Minarelli         | +1:03.870 | 9    | 8      |
| 5   | Theo Timmer         | Bultaco           | +1:17.920 | 7    | 6      |
| 6   | Hans-Jürgen Hummel  | Sachs             | +1:41.490 | 12   | 5      |
| 7   | George Looijesteijn | Kreidler          | +1:59.580 | 8    | 4      |
| 8   | Claudio Lusuardi    | Moto Villa        | +2:02.830 | 13   | 3      |
| 9   | Ingo Emmerich       | Kreidler          | +2:02.880 | 10   | 2      |
| 10  | Pascal Kambourian   | Kreidler          | +2:31.220 | 14   | 1      |
| 11  | Zdravko Matulja     | Tormo             | +1 ronde  | 16   |        |
| 12  | Joaquín Galí        | Bultaco           | +1 ronde  | 15   |        |
| 13  | Salvatore Milano    | UFO               | +1 ronde  | 11   |        |
| 14  | Günter Schirnhofer  | Kreidler          | +1 ronde  | 20   |        |
| 15  | Joe Genoud          | RYB               | +1 ronde  | 23   |        |
| 16  | Giuliano Gerani     | BBFT              | +1 ronde  | 27   |        |
| 17  | Peter Verbic        | Kreidler          | +1 ronde  | 19   |        |
| 18  | Chris Baert         | Kreidler          | +1 ronde  | 26   |        |
| 19  | Giuliano Tabanelli  | Ringhini          | +1 ronde  | 17   |        |
| 20  | Reiner Koster       | Malanca           | +1 ronde  | 31   |        |
| DNF | Yves Dupont         | ABF               |           | 5    |        |
| DNF | Bruno Di Carlo      | Kreidler          |           | 18   |        |
| DNF | Rolf Blatter        | Kreidler          |           | 4    |        |
| DNF | Otto Machinek       | Kreidler          |           | 22   |        |
| DNF | Reiner Scheidhauer  | Kreidler          |           | 24   |        |
| DNF | Enrico Cereda       | Kreidler          |           | 25   |        |
| DNF | Claudio Granata     | Kreidler          |           | 29   |        |
| DNF | Yves Le Toumelin    | TYL               |           | 30   |        |
| DNF | Gerhard Singer      | Kreidler          |           | 32   |        |
| DNF | Spencer Crabbe      | MBA               |           | 33   |        |
| DNF | Hulric              | Kreidler          | Val       | 21   |        |
| DNF | Henk van Kessel     | Kreidler          | Val       | 6    |        |

### Top 10 WK-stand na deze race
| Pos. | Coureur             | Motorfiets        | Ptn. |
| ---- | ------------------- | ----------------- | ---- |
| 1    | Stefan Dörflinger   | Van Veen-Kreidler | 27   |
| 2    | Hans-Jürgen Hummel  | Sachs             | 17   |
| 3    | Ricardo Tormo       | Bultaco           | 15   |
| 4    | Rainer Kunz         | Kreidler          | 10   |
| 4    | George Looijesteijn | Kreidler          | 10   |
| 4    | Hagen Klein         | Van Veen-Kreidler | 10   |
| 7    | Otto Machinek       | Kreidler          | 8    |
| 7    | Giuseppe Ascareggi  | Bultaco           | 8    |
| 9    | Claudio Lusuardi    | Bultaco           | 6    |
| 9    | Theo Timmer         | Bultaco           | 6    |

## Trivia

### Dieven
Zoals gebruikelijk was het dievengilde in Italië weer bijzonder actief. Zo verdween de Ferrari van Venemotos-baas Andres Ippolito en de magnesium carburateurs van de racer van Graeme Crosby. De vrachtauto van S.A.I.A.D., de Italiaanse Suzuki-importeur, die vol lag met race-onderdelen, werd volledig leeggestolen. Bij een fotograaf verdween de volledige apparatuur uit zijn auto, maar een collega miste zelfs de hele auto. De coureurs vroegen de FIM nu eindelijk eens de verkoop van kaarten voor het rennerskwartier te verbieden, want daardoor konden dieven zo naar binnen lopen. Daar keek men van op, want dat was al jaren verboden, maar de organisatoren trokken zich van dat verbod niets aan.

### Lesmo-bocht
Tijdens de races in Monza waren er 33 valpartijen, maar daarvan vonden er 25 in de Lesmo-bocht plaats.
1922 · 1923 · 1924 · 1925 · 1926 · 1927 · 1928 · 1929 · 1930 · 1931 · 1932 · 1933 · 1934 · 1935 · 1936 · 1937 · 1938 · 1939 · 1947 · 1948 · 1949 · 1950 · 1951 · 1952 · 1953 · 1954 · 1955 · 1956 · 1957 · 1958 · 1959 · 1960 · 1961 · 1962 · 1963 · 1964 · 1965 · 1966 · 1967 · 1968 · 1969 · 1970 · 1971 · 1972 · 1973 · 1974 · 1975 · 1976 · 1977 · 1978 · 1979 · 1980 · 1981 · 1982 · 1983 · 1984 · 1985 · 1986 · 1987 · 1988 · 1989 · 1990